# Walter Boucquet
Walter Boucquet (* 11. Mai 1941 in Meulebeke; † 10. Februar 2018 in Ingelmunster) war ein belgischer Radrennfahrer.

## Sportliche Laufbahn
Boucquet war im Straßenradsport aktiv. 1962 wurde er Berufsfahrer und blieb bis 1970 als Radprofi aktiv. 1963 gewann er eine Etappe in der Tour du Nord, 1964 im Giro d’Italia. 1964 gewann er auch das Einzelzeitfahren Grand Prix des Nations vor Arie den Hartog und das Eintagesrennen Brüssel–Ingooigem sowie eine Etappe der Portugal-Rundfahrt. 1965 siegte er im Großen Preis von Belgien, einem Einzelzeitfahren, 1966 im Omloop van het Houtland und auf einer Etappe der Quatre Jours de Dunkerque. Den Großen Preis von Belgien gewann er erneut. 1968 war Boucquet unter anderem im Omloop van het Houtland und in der Gesamtwertung der Tour de l’Oise vor Barry Hoban erfolgreich. 1969 holte er einen Etappensieg im Grand Prix Midi Libre. 1970 gewann er Brüssel–Meulebeke. Boucquet gewann in seiner Laufbahn eine Vielzahl von Kriterien und Rundstreckenrennen. Er bestritt alle Grand Tours.

## Grand-Tour-Platzierungen
| Grand Tour            | 1964 | 1965 | 1966 | 1967 | 1968 | 1969 | 1970 |
| --------------------- | ---- | ---- | ---- | ---- | ---- | ---- | ---- |
| Vuelta a EspañaVuelta | –    | –    | –    | –    | –    | 41   | 53   |
| Giro d’ItaliaGiro     | 55   | DNF  |      |      |      | –    | –    |
| Tour de FranceTour    | DNF  | 21   | 70   | –    | –    | –    | –    |